# Gujanal, Gokak
Gujanal là một làng thuộc tehsil Gokak, huyện Belgaum, bang Karnataka, Ấn Độ.